# Tumbo
Tumbo är en tätort i Eskilstuna kommun och kyrkbyn i Tumbo socken. Här finns en av Sveriges äldsta kyrkor, Tumbo kyrka.
I dess närhet finns även kriminalvårdsanstalten Hällby.
I Tumbo ansluter järnvägslinjerna Svealandsbanan och Sala–Oxelösund till varandra. Mötesstationen heter Rekarne. I väster ligger Kungsör, i norr Kvicksund och i öster Eskilstuna C.
Tumbo blev enligt SCB:s definition en tätort 1990 men även under åren 1950-1970 räknades en del av området som en tätort, då under namnet Rekarne.
Någon by fanns inte här från början. Kaplansgården senare komministerbostället låg dock invid kyrkan och kallades Tumboås. Bebyggelsen här utgörs av två enkelstugor, den ena från 1600-talet och den andra från 1700-talet vilka på 1800-talet byggts samman till en byggnad. Kyrkoherdebostället har däremot legat i Smörkulla en kilometer nordväst om kyrkan, nuvarande prästgård härrör från 1880. Här ligger även socknens tiondebod.
I Smedby, ungefär 200 meter väster om dagens tätort låg det gamla gästgiveriet. Den grå träbyggnaden i två våningar vid Storgården i Smedby är möjligen den gamla gästgivargården. På 1800-talet flyttades gästgiveriet till Sörby, omkring 400 meter söder om tätorten. Äldre timmerbyggnader finns även bevarade i Skyttinge, Lundby, Havretäppan och Övlingeby.
SCB-orten omfattar bland annat byarna Berga, Hagby, Husby och Övlingeby och delvis Skyttinge ägor. Orten uppkom i samband med uppkomsten av Rekarne station.

## Befolkningsutveckling
| Befolkningsutvecklingen i Tumbo 1990–2020 | Befolkningsutvecklingen i Tumbo 1990–2020 | Befolkningsutvecklingen i Tumbo 1990–2020 | Befolkningsutvecklingen i Tumbo 1990–2020 | Befolkningsutvecklingen i Tumbo 1990–2020 |
| ----------------------------------------- | ----------------------------------------- | ----------------------------------------- | ----------------------------------------- | ----------------------------------------- |
|                                           |                                           |                                           |                                           |                                           |
| År                                        |                                           |                                           | Folkmängd                                 | Areal (ha)                                |
| 1990                                      | 1990                                      |                                           | 302                                       | 52                                        |
| 1995                                      | 1995                                      |                                           | 259                                       | 52                                        |
| 2000                                      | 2000                                      |                                           | 276                                       | 52                                        |
| 2005                                      | 2005                                      |                                           | 295                                       | 53                                        |
| 2010                                      | 2010                                      |                                           | 292                                       | 53                                        |
| 2015                                      | 2015                                      |                                           | 321                                       | 64                                        |
| 2020                                      | 2020                                      |                                           | 343                                       | 66                                        |
| Anm.: Ny tätort 1990. Se även Rekarne.    |                                           |                                           |                                           |                                           |